# Sváb Kunigunda
Sváb Kunigunda (880 körül – ?) Luitpold bajor herceg és I. Konrád keleti frank király felesége.

## Élete
I. (Ahalolfinger) Bertold sváb palotagróf és Gizella leánya. Anyai nagyszülei II. Lajos keleti frank király és Altdorfi Emma grófnő voltak. Fivére Erchanger, Svábföld hercege.
Kunigunda először Huosi Luitpold bajor őrgrófhoz ment feleségül, akinek két fiút szült, Arnulfot (?–937) és Bertoldot (900 – 947. november 23.). Luitpold 907. július 4-én elhunyt, de a fiatal özvegy 913-ban ismét oltár elé állt, ezúttal a körülbelül 32 esztendős I. Konrád keleti frank királyhoz, Frankföld hercegéhez ment hozzá. Még abban az évben két gyermeket szült, egy ikerpárt, Hermannt és Kunigundát. 918. december 23-án, körülbelül 38 évesen meghalt Konrád. Nem tudni pontosan, hogy Kunigunda mikor és hol halt meg.

## Gyermekei
Luitpold bajor hercegtől:
- Arnulf (?–937), később Bajorország hercege, aki az egyik feltételezés szerint Friuli Juditot, Friuli Eberhard gróf leányát vette nőül. Arnulf 881 körül megözvegyült, körülbelül 23 évig tartó házasságukból pedig valószínű, hogy számos gyermek született. Egy másik feltételezés szerint Arnulf inkább a 888 körül született Sülichgaui Judit férje volt. Arnulf lánya, a 925-ben született Bajorországi Judit I. Henrik bajor herceg (I. Ottó német-római császár öccse) felesége lett. Frigyükből két fiú jött világra, Henrik és Brúnó.
- Berthold (900 körül – 947. november 23.), később bajor herceg. 939 körül elvett egy bajor nemeshölgyet, Biltrudét, akitől valószínű, hogy két fia is született. A kisebbik gyermek volt Ifjú Henrik, III. Henrik néven később bajor herceg.

I. Konrád keleti frank királytól:
- Hermann (kisgyermekként meghalt)
- Kunigunda, Wormsi V. Werner (Nahegau, Speyergau és Wormsgau grófja) hitvese lett. Ők ketten voltak a Száli dinasztia ősszülei, fiuk, Vörös Konrád (Lotaringia hercege) révén.